# Theo Erhardt
Theo Erhardt (* 31. August 1940) ist ein ehemaliger deutscher Fußballspieler, mit der BSG Aktivist Kali Werra Tiefenort in den 1960er und 1970er Jahren Zweitligafußball bestritt. 

## Sportliche Laufbahn
Während der Spielzeiten 1964/65 bis 1967/68 hatte Theo Erhardt mit der Betriebssportgemeinschaft (BSG) Aktivist Kali Werra Tiefenort erfolgreiche Jahre in der drittklassigen Bezirksliga Suhl. Nach zwei Bezirkspokalsiegen 1965 und 1966 gewann er mit seiner Mannschaft 1966, 1967 und 1968 die Bezirksmeisterschaft. Während Kali Werra 1966 und 1967 noch in der Aufstiegsrunde zur DDR-Liga scheiterte, gelang 1968 der Aufstieg. In seiner ersten DDR-Liga-Saison war Erhardt als Stürmer Stammspieler der BSG. Er verpasste von den 30 Ligaspielen nur zwei Partien, kam aber nur zu zwei Toren. Von der Spielzeit 1969/70 hatte er als Abwehrspieler einen Stammplatz inne, den er bis zur Saison 1972/73 verteidigen konnte. 1973 musste Kali Werra absteigen und spielte mit Erhardt 1973/74 wieder in der Bezirksliga. Nach dem sofortigen Wiederaufstieg ging Erhardt in seine letzte höherklassige Saison. 34-Jährig kam er 1974/75 noch in acht DDR-Liga-Spielen zum Einsatz, danach schied er nach 125 Zweitligaspielen mit sechs Torerfolgen aus dem Kader der 1. Mannschaft der BSG Kali Werra Tiefenort aus.